# Unterseeboot 588
L'Unterseeboot 588 ou U-588 est un sous-marin allemand (U-Boot) de type VIIC utilisé par la Kriegsmarine pendant la Seconde Guerre mondiale.
Le sous-marin fut commandé le 16 janvier 1940 à Hambourg (Blohm & Voss), sa quille fut posée le 31 octobre 1940, il fut lancé le 23 juillet 1941 et mis en service le 18 septembre 1941, sous le commandement du Kapitänleutnant Viktor Vogel.
Il fut coulé par des charges de profondeur lancées par des navires de guerre canadiens, à l'est-nord-est de Saint-Jean de Terre-Neuve, en juillet 1942.

## Conception
Unterseeboot type VII, l'U-588 avait un déplacement de 769 tonnes en surface et 871 tonnes en plongée. Il avait une longueur totale de 67,10 m, un maître-bau de 6,20 m, une hauteur de 9,60 m et un tirant d'eau de 4,74 m. Le sous-marin était propulsé par deux hélices de 1,23 m, deux moteurs diesel Germaniawerft M6V 40/46 de 6 cylindres en ligne de 1 400 cv à 470 tr/min, produisant un total de 2 060 à 2 350 kW en surface et de deux moteurs électriques BBC GG UB 720/8 de 375 cv à 295 tr/min, produisant un total 550 kW, en plongée. Le sous-marin avait une vitesse en surface de 17,7 nœuds (32,8 km/h) et une vitesse de 7,6 nœuds (14,1 km/h) en plongée. Immergé, il avait un rayon d'action de 80 milles marins (150 km) à 4 nœuds (7,4 km/h; 4,6 milles par heure) et pouvait atteindre une profondeur de 230 m. En surface son rayon d'action était de 8 500 milles nautiques (soit 15 700 km) à 10 nœuds (19 km/h). 
L'U-588 était équipé de cinq tubes lance-torpilles de 53,3 cm (quatre montés à l'avant et un à l'arrière) qui contenait quatorze torpilles. Il était équipé d'un canon de 8,8 cm SK C/35 (220 coups) et d'un canon antiaérien de 20 mm Flak. Il pouvait transporter 26 mines TMA ou 39 mines TMB. Son équipage comprenait 4 officiers et 40 à 56 sous-mariniers.

## Historique
Il reçut sa formation de base au sein de la 6. Unterseebootsflottille jusqu'au 1er janvier 1942 puis il intégra sa formation de combat dans cette même flottille.
Sa première patrouille au départ de Kiel le 8 janvier 1942, le fait naviguer dans l'Atlantique Nord, entre les Îles Féroé et les Îles Shetland (zone GIUK). Le 22 janvier, il coula le Caledonian Monarch à 30 milles marins (56 km) au nord-nord-ouest de Lewis. Il rentra ensuite à Lorient, en France occupée, le 30 janvier.
Sa deuxième patrouille l'amène vers la côte est du Canada où il coule le Caperby, le 1er mars 1942, à 520 milles marins (960 km) au sud-est de Halifax, en Nouvelle-Écosse.
Dix jours plus tard, il coule le pétrolier Gulftrade à seulement 3 milles marins (5,6 km) au large de Barnegat Light. Le navire transportait 80 000 barils de Bunker C' oil. Il se brisa en deux lors de l'impact de la torpille, l'incendie étant rapidement éteint par la houle avant qu'il ne disparaisse dans les flots.
Le 9 mai 1942, l'U-588 endommagea le Greylock à 10 milles marins (19 km) au large d'Halifax Harbour (en).
Le lendemain, il coula le Kitty Brook à 35 milles marins (65 km) au sud-est du Cap Sable, en Nouvelle-Écosse.
En cinq jours, l'U-588 coula 9 944 tonneaux de navire alliés. Un membre d'équipage du Plow City, fut ramené à bord du sous-marin pour interrogatoire. Les sous-mariniers allemands rapportent l'un des canots de sauvetage du navire.
Le 31 juillet 1942, l'U-588 est coulé à la position 49° 59′ N, 36° 36′ O, par des charges de profondeur lancées par deux navires de guerre canadiens, la corvette HMCS Wetaskiwin (en) et le destroyer NCSM Skeena (D59) à l'est-nord-est de Saint-Jean de Terre-Neuve.
Les 46 membres d'équipage meurent dans cette attaque.

## Affectations
- 6. Unterseebootsflottille du 18 septembre 1941 au 1er janvier 1942 (Période de formation).
- 6. Unterseebootsflottille du 1er janvier 1942 au 31 juillet 1942 (Unité combattante).

## Commandement
- Kapitänleutnant Viktor Vogel du 18 septembre 1941 au 31 juillet 1942.

## Patrouilles
|       | Commandant          | Départ          | Départ      | Arrivée         | Arrivée     | Jours     | Succès   |
| ----- | ------------------- | --------------- | ----------- | --------------- | ----------- | --------- | -------- |
| 1     | Kptlt. Victor Vogel | 8 janvier 1942  | Kiel        | 30 janvier 1942 | Lorient     | 23 jours  | 5 851    |
| 2     | Kptlt. Victor Vogel | 12 février 1942 | Lorient     | 27 mars 1942    | St. Nazaire | 44 jours  | 11 666   |
| 3     | Kptlt. Victor Vogel | 19 avril 1942   | St. Nazaire | 7 juin 1942     | St. Nazaire | 50 jours  | 27 106   |
| 4     | Kptlt. Victor Vogel | 19 juillet 1942 | St. Nazaire | 31 juillet 1942 | Coulé       | 13 jours  |          |
| Total | Total               | Total           | Total       | Total           | Total       | 130 jours | 44 623 t |

Note : Kptlt. = Kapitänleutnant

### Opérations Wolfpack
L'U-588 opéra avec les Rudeltaktik (meute de loups) durant sa carrière opérationnelle.
- Robbe (15-24 janvier 1942)
- Pirat (29-31 juillet 1942)

## Navires coulés
L'U-588 coula 7 navires marchands totalisant 31 492 tonneaux et endommagea 2 navires marchands totalisant 13 131 tonneaux au cours des 4 patrouilles (130 jours en mer) qu'il effectua.
| Date            | Nom                | Nationalité | Tonnage | Convoi | Fait      | Localisation         |
| --------------- | ------------------ | ----------- | ------- | ------ | --------- | -------------------- |
| 22 janvier 1942 | Caledonian Monarch | Royaume-Uni | 5 851   | SC-63  | Coulé     | 58° 39′ N, 7° 36′ O  |
| 1er mars 1942   | Carperby           | Royaume-Uni | 4 890   | ON-66  | Coulé     | 39° 57′ N, 55° 40′ O |
| 10 mars 1942    | Gulftrade          | USA         | 6 776   | -      | Coulé     | 39° 50′ N, 73° 52′ O |
| 9 mai 1942      | Greylock           | USA         | 7 460   | -      | Endommagé | 44° 14′ N, 63° 33′ O |
| 10 mai 1942     | Kitty's Brook      | Royaume-Uni | 4 031   | -      | Coulé     | 42° 56′ N, 63° 59′ O |
| 17 mai 1942     | Skottland          | Norvège     | 2 117   | -      | Coulé     | 43° 07′ N, 67° 18′ O |
| 18 mai 1942     | Fort Binger        | Royaume-Uni | 5 671   | ONS-92 | Endommagé | 43° 01′ N, 67° 02′ O |
| 22 mai 1942     | Plow City          | USA         | 3 282   | -      | Coulé     | 38° 53′ N, 69° 57′ O |
| 23 mai 1942     | Margot             | Royaume-Uni | 4 545   | -      | Coulé     | 39° 00′ N, 68° 00′ O |